# Trzebieradz (Nowe Warpno)
Trzebieradz (deutsch Horst Försterei) ist ein Dorf in der polnischen Woiwodschaft Westpommern. Das Dorf bildet einen Teil der Gmina Nowe Warpno (Stadt- und Landgemeinde Neuwarp) im Powiat Policki (Pölitzer Kreis). Trzebieradz liegt etwa 29 km nordwestlich von Stettin (Szczecin) und etwa 17 km nordwestlich von Police (Pölitz).

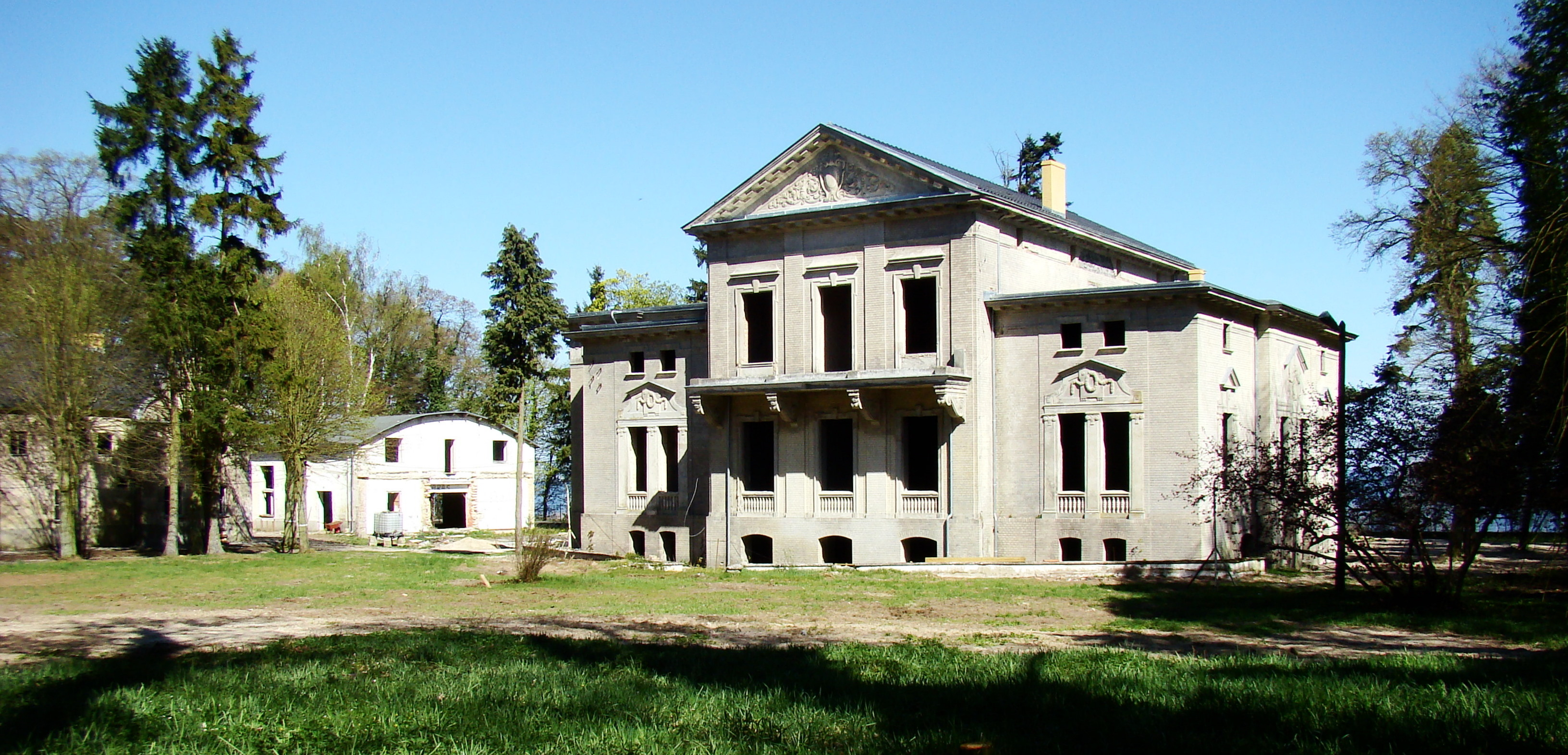
Das Gutshaus in Trzebieradz